# Элизабет Беннет
Эли́забет Бе́ннет (англ. Elizabeth Bennet; друзья и родственники иногда называют как Элайза или Элиза, англ. Eliza, или Лиззи, англ. Lizzy) — вымышленный персонаж и главная героиня романа Джейн Остин «Гордость и предубеждение».
Сюжет романа сосредоточен на её попытках найти любовь и счастье в рамках ограничений и приличий её общества, в частности, касающихся развития отношений с, казалось бы, гордым и холодным мистером Дарси. Элизабет Беннет, как правило, считается одной из самых популярных и милых героинь Остин, и одним из самых популярных женских образов в английской литературе.
Элизабет — вторая из пяти сестёр. Она и её семья живут в поместье Лонгборн, расположенном неподалёку от городка Меритона, графство Хартфордшир.
В начале романа Элизабет 21 год. Она описывается как привлекательная и воспитанная девушка, отличающаяся наблюдательностью. Лиззи немного играет на фортепиано. Лучшая подруга Элайзы — Шарлотта Лукас (англ. Charlotte Lucas). Отношения между девушками несколько ухудшились, когда Шарлотта вышла замуж за кузена и бывшего поклонника Элизабет, глуповатого и несуразного мистера Коллинза (англ. Mr. Collins), но через некоторое время Лиззи и Шарлотта вновь стали лучшими подругами.

## Образ в кино и на телевидении

### Кино
| Год  | Актриса        | Роль            | Фильм                            | Примечание |
| ---- | -------------- | --------------- | -------------------------------- | --- |
| 1940 | Грир Гарсон    | Элизабет Беннет | Гордость и предубеждение         | |
| 2001 | Рене Зеллвегер | Бриджит Джонс   | Дневник Бриджит Джонс            | Экранизация одноимённого романа Хелен Филдинг. Роман является вольной версией «Гордости и предубеждения», а Элизабет Беннет и Фицуильям Дарси выступают прототипами для Бриджит Джонс и Марка Дарси. |
| 2003 | Кэм Хескин     | Элизабет Беннет | Гордость и предрассудки          | Современная адаптация романа. |
| 2004 | Айшвария Рай   | Лалита Бакши    | Невеста и предрассудки           | Адаптация в стиле Болливуда. |
| 2004 | Рене Зеллвегер | Бриджит Джонс   | Бриджит Джонс: Грани разумного   | Сиквел к фильму «Дневник Бриджит Джонс» (по мотивам романа Джейн Остин «Доводы рассудка») |
| 2005 | Кира Найтли    | Элизабет Беннет | Гордость и предубеждение         | За свою роль получила номинации на премии «Оскар» и «Золотой глобус» за лучшее исполнение главной женской роли.                                                                                      |
| 2016 | Лили Джеймс    | Элизабет Беннет | Гордость и предубеждение и зомби | По одноимённому роману Сета Грэма-Смита. |

### Телесериалы и ТВ-шоу
| Год  | Актриса              | Роль                 | Телесериал / ТВ-шоу             | Примечания                                                                                       |
| ---- | -------------------- | -------------------- | ------------------------------- | ------------------------------------------------------------------------------------------------ |
| 1938 | Curigwen Lewis       | Элизабет Беннет      | Гордость и предубеждение        |                                                                                                  |
| 1949 | Мэдж Эванс           | Элизабет Беннет      | The Philco Television Playhouse | Сезон 1, эпизод 17 — «Гордость и предубеждение»                                                  |
| 1952 | Дафна Слейтер        | Элизабет Беннет      | Гордость и предубеждение        |                                                                                                  |
| 1957 | Вирна Лизи           | Элизабет Беннет      | Orgoglio e pregiudizio          | Итальянская экранизация                                                                          |
| 1958 | Джейн Даунс          | Элизабет Беннет      | Гордость и предубеждение        |                                                                                                  |
| 1958 | Кэй Хоутри           | Элизабет Беннет      | General Motors Theatre          | Эпизод «Гордость и предубеждение»                                                                |
| 1961 | Лиз Франкен          | Элизабет Беннет      | De vier dochters Bennet         | Датская экранизация                                                                              |
| 1967 | Селия Баннерман      | Элизабет Беннет      | Гордость и предубеждение        |                                                                                                  |
| 1980 | Элизабет Гарви       | Элизабет Беннет      | Гордость и предубеждение        |                                                                                                  |
| 1995 | Дженнифер Эль        | Элизабет Беннет      | Гордость и предубеждение        | Премия BAFTA-TV — «Лучшая ТВ-актриса»                                                            |
| 1995 | В титрах не заявлена | В титрах не заявлена | Wishbone                        | Сезон 1, эпизод 25 — «Furst Impressions»                                                         |
| 1997 | Джулия Ллойд         | Элизабет Беннет      | Красный карлик                  | Сезон 7, эпизод 6 — «Beyond a Joke»                                                              |
| 2001 | Лорен Том            | Элизабет Беннет      | Футурама                        | Сезон 3, эпизод 7 — «The Day the Earth Stood Stupid»                                             |
| 2008 | Джемма Артертон      | Элизабет Беннет      | Ожившая книга Джейн Остин       | Адаптация «Гордости и предубеждения» в жанре фантастики                                          |
| 2013 | Анна Максвелл Мартин | Элизабет Беннет      | Смерть приходит в Пемберли      | По мотивам одноимённого романа Филлис Дороти Джеймс, который является продолжением романа Остин. |